# Saints de Winnipeg
Les Saints de Winnipeg sont une équipe de hockey sur glace de la Ligue de hockey junior du Manitoba. L'équipe est basée à Winnipeg dans la province du Manitoba au Canada.

## Historique
L'équipe est créée en 1956 sous le nom des Rangers de Winnipeg. Au cours de son histoire, elle a porté différents noms:
- 1957-1958 : Rangers de Brandon
- 1958-1959 : Rangers de Transcona
- 1959-1967 : Rangers de Winnipeg
- 1967-2000 : Saints de St.Boniface
- depuis 2000 : Saints de Winnipeg

## Palmarès
| Épreuve        | Date                   |
| -------------- | ---------------------- |
| Coupe Turnbull | 1966, 1971, 1981, 1994 |
| Coupe Anavet   | 1971                   |